# AEW Dynamite on 34th Street
Dynamite on 34th Street
será un especial de televisión que tendrá lugar 22 de diciembre de 2024 por el canal televisivo estadounidense TBS como especial del programa de televisión semanal Dynamite desde el Hammerstein Ballroom en Nueva York, Nueva York, emitiéndose el día de Navidad, el 25 de diciembre.

## Producción
El 18 de noviembre de 2024, AEW solicitó la marca comercial "Dynamite on 34th Street". El 28 de noviembre, como parte de una semana de temática navideña de los programas semanales de AEW, la empresa anunció que "Dynamite on 34th Street" sería un episodio especial y tendría lugar el 22 de diciembre de 2024, desde el Hammerstein Ballroom de Nueva York, Nueva York, emitiéndose  el día de Navidad, el 25 de diciembre.

## Resultados
- Will Ospreay derrotó a Brody King por el AEW Continental Classic: Gold League.
  - Ospreay cubrió a King después de un «Stormbreaker».
  - Después de la lucha, King reconoció a Ospreay en señal de respeto.
  - Como resultado, Ospreay se enfrentará a Kyle Fletcher en la semifinal del AEW Continental Classic en Worlds End.
- Ricochet y Darby Allin empataron sin resultado por el AEW Continental Classic: Gold League.
  - La lucha resultó en empate cuando superó el tiempo de límite de los 20 minutos reglamentarios.
  - Como resultado, Ricochet se enfrentará a Kazuchika Okada en la semifinal del AEW Continental Classic en Worlds End.
- Komander derrotó a Claudio Castagnoli por el AEW Continental Classic: Gold League.
  - Komander cubrió a Castagnoli después atacarlo con una manopla seguido de un «Shooting Star Press».
  - Después de la lucha, Death Riders atacaron a Komander, pero fueron detenidos por Jay White, Orange Cassidy y «Hangman» Adam Page.
  - El Campeonato Mundial Televisivo de ROH de Komander no estuvo en juego.
- Kazuchika Okada derrotó a Shelton Benjamin por el AEW Continental Classic: Blue League.
  - Okada cubrió a Benjamin después de un «Rainmaker».
  - Después de la lucha, ambos luchadores se dieron la mano en señal de respeto.
  - Como resultado, Okada se enfrentará a Ricochet en la semifinal del AEW Continental Classic en Worlds End.
- Toni Storm derrotó a Taya Valkyrie (con Deonna Purrazzo).
  - Storm cubrió a Valkyrie con un «Roll-Up».
  - Durante la lucha, Purrazzo interfirió a favor de Valkyrie.
- Kyle Fletcher derrotó a Daniel Garcia por el AEW Continental Classic: Blue League.
  - Fletcher cubrió a Garcia después de un «Brainbuster» sobre el esquinero.
  - Después de la lucha, Will Ospreay confrontó a Fletcher.
  - Como resultado, Ospreay y Fletcher se enfrentarán en la semifinal del AEW Continental Classic en Worlds End.
  - El Campeonato TNT de AEW de Garcia no estuvo en juego.